# Pedro Casado Bolín
Pedro Casado Bolín (Málaga, 21 de junio de 1936) es un regatista español.
Comenzó a competir en 1956, a los 20 años de edad, en el Real Club Mediterráneo, y en 1961 ganó su primer Trofeo Su Majestad el Rey, entonces denominado Regata de Invierno. Repitió triunfo como patrón en 1964 y 1969, y como tripulante en 1971. 
Su mayor logro fue la conquista de la medalla de oro en los Juegos Mediterráneos de 1963 en Nápoles con Miguel Parra Campos.
En 1964 quedó subcampeón de España, con Félix Gancedo de tripulante, en Barcelona y al año siguiente, en 1965, se proclamó campeón de España, con Rafael Estévez de tripulante, en Santa Cruz de Tenerife. También en 1965 ganó la primera edición del Campeonato Ibérico de la clase Snipe en Palma de Mallorca y quedó quinto en el Campeonato Mundial, en ambos casos con Félix Gancedo de tripulante. En 1966, en Cascaes, repitió victoria en el Campeonato Ibérico de Snipe y fue campeón de España de Flying dutchman con Antonio Rodríguez Sales. En 1967 ganó la III Semana Preolímpica de México en Flying dutchman y recibió la Cruz del Mérito Naval de primera clase, con distintivo blanco.

## Juegos Olímpicos
- Regatista suplente para todas las clases en México 1968